# 알바로 나치노비치
알바로 나치노비치(크로아티아어: Alvaro Načinović, 1966년 3월 22일~)는 크로아티아의 핸드볼 선수로 포지션은 피벗이다. 1992년에 RK 자그레브 소속으로 유럽 챔피언스컵을 우승했고, 슬로베니아 리그와 슬로베니아컵을 7번씩 우승했다. 유고슬라비아 대표팀의 일원으로 1988년 하계 올림픽에서 동메달을 획득했으며, 이후 크로아티아 대표팀 소속으로 1996년 하계 올림픽에서 금메달을 획득했다.